# Martyna Łukasik
Martyna Łukasik, född 26 november 1999 i Gdańsk, är en polsk volleybollspelare (spiker) som spelar för Chemik Police. Hennes äldre syster, Justyna Łukasik, är också en volleybollspelare.
Łukasik var en del av Polens landslag vid EM 2019 och EM 2021.

## Karriär
Łukasik började spela volleyboll i de lokala klubbarna UKS Jasieniak Gdańsk och Gedania Gdańsk. Hon spelade därefter för Atom Trefl Sopot och vann det polska ungdomsmästerskapet under säsongerna 2014/2015 och 2015/2016. Inför säsongen 2016/2017 tog Łukasik steget upp i seniorlaget i Orlen Liga. Följande säsong gick hon till Trefl Proxima Kraków.
Inför säsongen 2018/2019 gick Łukasik till Chemik Police. Under sin debutsäsong i klubben vann hon polska cupen och blev utsedd till MVP i finalen. Följande säsong vann Łukasik polska mästerskapet, polska cupen och polska supercupen. Säsongen 2020/2021 vann hon polska mästerskapet och polska cupen.

## Klubbar
Ungdomsklubbar
- UKS Jasieniak Gdańsk (?–2012)
- Gedania Gdańsk (2012–2015)
- Atom Trefl Sopot (2014–2016)

Seniorklubbar
- Atom Trefl Sopot (2016–2017)
- Trefl Proxima Kraków (2017–2018)
- Chemik Police (2018–2024)
- Imoco Volley (2024–)

## Meriter

### Klubblag
Chemik Police
- Polska mästerskapet: 2020, 2021
- Polska cupen: 2019, 2020, 2021
- Polska supercupen: 2019

### Individuellt
- 2019 – Polska cupen: MVP[11]